# Davin Prasath
Davin Samantha Prasath (tiếng Khmer: ប្រាសាទ ដាវីន; sinh ngày 29 tháng 5 năm 1991) là người mẫu và hoa hậu Campuchia đã đăng quang Hoa hậu Hoàn vũ Campuchia 2024. Cô đã đại diện cho Campuchia tại cuộc thi Hoa hậu Hoàn vũ 2024 tại Mexico. Cô trở thành người phụ nữ Campuchia đầu tiên kết hôn và làm mẹ được chọn đại diện cho đất nước tại Hoa hậu Hoàn vũ Cô cũng là đại diện Miss Universe Cambodia đầu tiên lọt vào Top 30 tại cuộc thi Miss Universe.

## Người đẹp Hoàn vũ 2023
Prasath lần đầu được chú ý vào năm 2023 ở tuổi 31, khi cô giành được danh hiệu Người đẹp Hoàn vũ Campuchia 2023. Vào ngày 2 tháng 2 năm 2023, cô đại diện cho Campuchia tại cuộc thi Người đẹp Hoàn vũ 2023 ở Dubai, Các Tiểu vương quốc Ả Rập Thống nhất, nơi cô không lọt vào danh sách top 10.

## Hoa hậu Hoàn vũ Campuchia 2024
Vào ngày 29 tháng 8 năm 2024, Prasath đã giành được danh hiệu Hoa hậu Hoàn vũ Campuchia 2024 và tranh tài với 5 thí sinh khác tại Camwood CTN Studio ở Phnôm Pênh. Cô trở thành người phụ nữ Campuchia đầu tiên kết hôn và là người mẹ được chọn đại diện cho đất nước tại Hoa hậu Hoàn vũ Campuchia.

## Hoa hậu Hoàn vũ 2024
Vào ngày 16 tháng 11 năm 2024, Prasath sẽ đại diện cho Campuchia tại Hoa hậu Hoàn vũ 2024 tại Arena CDMX ở Thành phố Mexico, Mexico.